# 2004年欧州議会議員選挙 (リトアニア)
2004年欧州議会議員選挙（2004ねん おうしゅうぎかいぎいんせんきょ）は、欧州連合の立法機関的な性格を有する欧州議会を構成する欧州議会議員を選出するために2004年6月に行われた選挙である。本稿では、6月13日に行われたリトアニアにおける欧州議会議員選挙の概要と結果について取り上げる。

## 概要
欧州議会議員選挙は5年に一度実施されるが、リトアニアはこの年の5月1日に欧州連合に加盟したばかりであったため、これが初めての欧州議会議員選挙となった。
なお、この選挙ではリトアニアに13議席が割り当てられていた。

## 選挙データ
この選挙に関するデータは以下の通り。
- 選挙権・被選挙権：18歳以上／21歳以上
- 議員の任期：5年
- 選挙制度：比例代表制（非拘束名簿式の最大剰余ヘア方式）・・・有効得票の5％以上を獲得した政党のみ議席配分される。
- 選挙区単位：全国で一選挙区
- 投票方法：政党・政党合同リストに対し1票を有し、有権者はリスト内の候補者に対し、5名までの選考投票ができる。

## 選挙結果
| 政党       | 政党                 | 得票      | 得票   | 議席   | 議席   |
| 政党       | 政党                 | 得票数    | 得票率 | 議席数 | 議席率 |
| ---------- | -------------------- | --------- | ------ | ------ | ------ |
|            | 労働党               | 363,931   | 30.2   | 5      | 38.46  |
|            | リトアニア社会民主党 | 173,888   | 14.4   | 2      | 15.38  |
|            | 祖国同盟             | 151,400   | 12.6   | 2      | 15.38  |
|            | 自由中道同盟         | 135,341   | 11.2   | 2      | 15.38  |
|            | 農民新民主党同盟     | 89,338    | 7.4    | 1      | 7.69   |
|            | 自由民主党           | 82,368    | 6.8    | 1      | 7.69   |
|            | その他               | 209,438   | 17.4   | -      | -      |
| 合計：     | 合計：               | 1,205,704 |        | 13     | 100.0  |
| 有権者数： | 有権者数：           | 2,654,336 |        |        |        |
| 投票者数： | 投票者数：           | 1,282,634 | 48.3   |        |        |
| 無効票：   | 無効票：             | 76,930    | 6.0    |        |        |
| 有効票：   | 有効票：             | 1,205,704 | 94.0   |        |        |

## 欧州議会議員
以上の選挙結果から、以下の13名が欧州議会議員に選出されることとなった。任期は2009年までの5年。
- ライマ・アンドリキエネ Laima Andrikienė（祖国同盟）
- エウゲニユス・ゲントヴィラス Eugenijus Gentvilas（自由中道同盟）
- アロイーザス・サカラス Aloyzas Sakalas（リトアニア社会民主党）
- マルガリタ・スタルケヴィチウーテ Margarita Starkevičiūtė（自由中道同盟）
- ギンタラス・ディジオカス Gintaras Didžiokas（農民新民主党同盟）
- ヨランタ・ディチクテ Jolanta Dičkutė（労働党）
- アルーナス・デグティス Arūnas Degutis（労働党）
- ロランダス・パヴィリオニス Rolandas Pavilionis（自由民主党）- 2006年5月10日まで
  - エウゲニユス・マルデイキス Eugenijus Maldeikis（自由民主党）- 2006年5月19日から
- ユスタス・ヴィンツァス・パレツキス Justas Vincas Paleckis（リトアニア社会民主党）
- シャルーナス・ビルティス Šarūnas Birutis（労働党）
- ダヌテ・ブドレイカイテ Danutė Budreikaitė（労働党）

- オナ・ユクネヴィチエネ Ona Juknevičienė（労働党）
- ヴィータウタス・ランズベルギス Vytautas Landsbergis（祖国同盟）